# How Did It Finish?
How Did It Finish? è un cortometraggio muto del 1913 regia di Ashley Miller. Sceneggiato da Alice Williams e prodotto dalla Edison, il film aveva come interpreti Dan Mason, Alice Washburn, Elsie McLeod, Ben F. Wilson, Herbert Prior.

## Trama
Mary sta leggendo un romanzo ma suo padre glielo toglie di mano. Per sincerarsi di quanto siano caduti in basso i gusti della figlia, comincia a leggerlo. Ben presto, viene coinvolto dalle avvincenti avventure dei due protagonisti, due innamorati alle prese con il cattivo che vuole la ragazza per sé. Spesso interrotto dai membri della sua famiglia, papà si sposta di stanza in stanza, alla ricerca di un posto tranquillo dove poter leggere. Il cattivo, che vuole gettare il giovane eroe in un pozzo se l'eroina non acconsentirà a sposarlo, viene ostacolato dalla ragazza che, approfittando da una discussione dei banditi, libera le mani dell'innamorato dai legami, fuggendo con lui.

Più tardi, l'eroina viene attirata ad un appuntamento da un biglietto del cattivo. Il suo innamorato, venendo a sapere della trappola in cui è caduta, arriva sul luogo in bicicletta ingaggiando una furiosa lotta con il suo avversario. Il padre scopre allora che al libro manca l'ultima pagina. Sua moglie, scesa a prendere del carbone per la stufa, lo vede leggere il libro. Lui, che vede la pagina mancante tra le cartacce per accendere, gliela chiede ma lei gliela rifiuta. Così il padre non conoscerà mai l'esito della storia.

## Produzione
Il film fu prodotto dalla Edison Company.

## Distribuzione
Distribuito dalla General Film Company, il film - un cortometraggio in una bobina - uscì nelle sale cinematografiche degli Stati Uniti il 25 giugno 1913.